# Easton (Dorset)

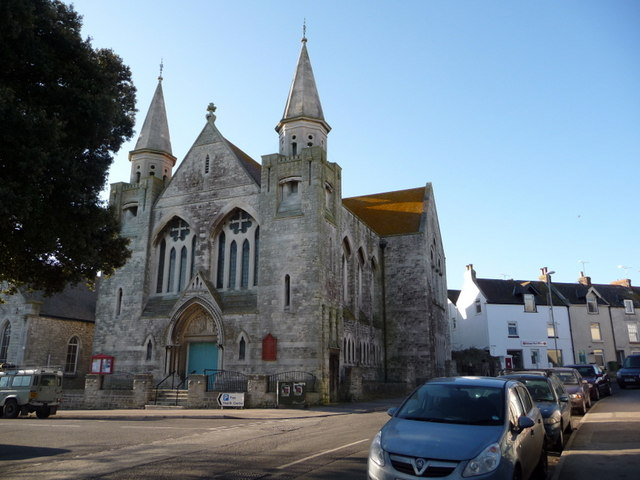
Iglesia Metodista de Easton en Easton Square, Portland, Dorset.

Easton es la segunda localidad más grande de las ocho existentes en la isla de Pórtland en Dorset, Inglaterra.
El pueblo está situado en un área alta de la isla, en Tophill, sobre el canal de la Mancha, y fue en donde la Masacre de Easton tomó lugar. Easton tiene una pequeña plaza con muchos negocios y una galería comercial, una escuela secundaria, cuatro iglesias, un parque chico y otros espacios públicos. Junto con Fortuneswell, conforma el eje de las actividades de la isla.
- Datos: Q5330822
- Multimedia: Easton, Dorset / Q5330822